# 金廷璧
金廷璧（？—？），字德润，號九如，江西南昌府進賢縣人。

## 生平
万历三十一年（1603年）癸卯科江西乡试举人，四十一年（1613年）癸丑科進士，授江阴县知县，四十四年丙辰议调，改武学教授，历国子监学正，升南刑部主事、郎中，天啓五年乙丑转福建邵武府知府。丁内艰，未任。起补湖州府知府，加学额，调南雄府，直峝为寇，璧击败之。疏请以桥税羡银增高郡城，升湖广荆西道副使，寻免官归。

## 家族
父金星耀，以子廷璧封承德郎南京刑部主事，又封奉政大夫南京刑部郎中。
弟金廷傑，成都典史。